# كونال أوبراين
كونال أوبراين (بالإنجليزية: Conal O'Brien)‏ هو مخرج أمريكي، ولد في 18 يوليو 1956.

## وصلات خارجية
- كونال أوبراين على موقع IMDb (الإنجليزية)
- كونال أوبراين على موقع قاعدة بيانات الفيلم (الإنجليزية)